# Abdallah Sidani
Abdallah Sidani (ur. w 1923) – libański zapaśnik walczący w stylu klasycznym. Olimpijczyk z Londynu 1948, gdzie zajął dziesiąte miejsce w kategorii do 52 kg.

## Letnie Igrzyska Olimpijskie 1948
| Konkurencja          | Rundy eliminacyjne   | Rundy eliminacyjne    | Klas. końcowa |
| Konkurencja          | Przeciwnik I         | Przeciwnik II         | Miejsce       |
| -------------------- | -------------------- | --------------------- | ------------- |
| 52 kg styl klasyczny | Edmond Faure (FRA) P | Manuel Varela (ARG) P | 10.           |